# Stall
För andra betydelser, se Stall (olika betydelser).

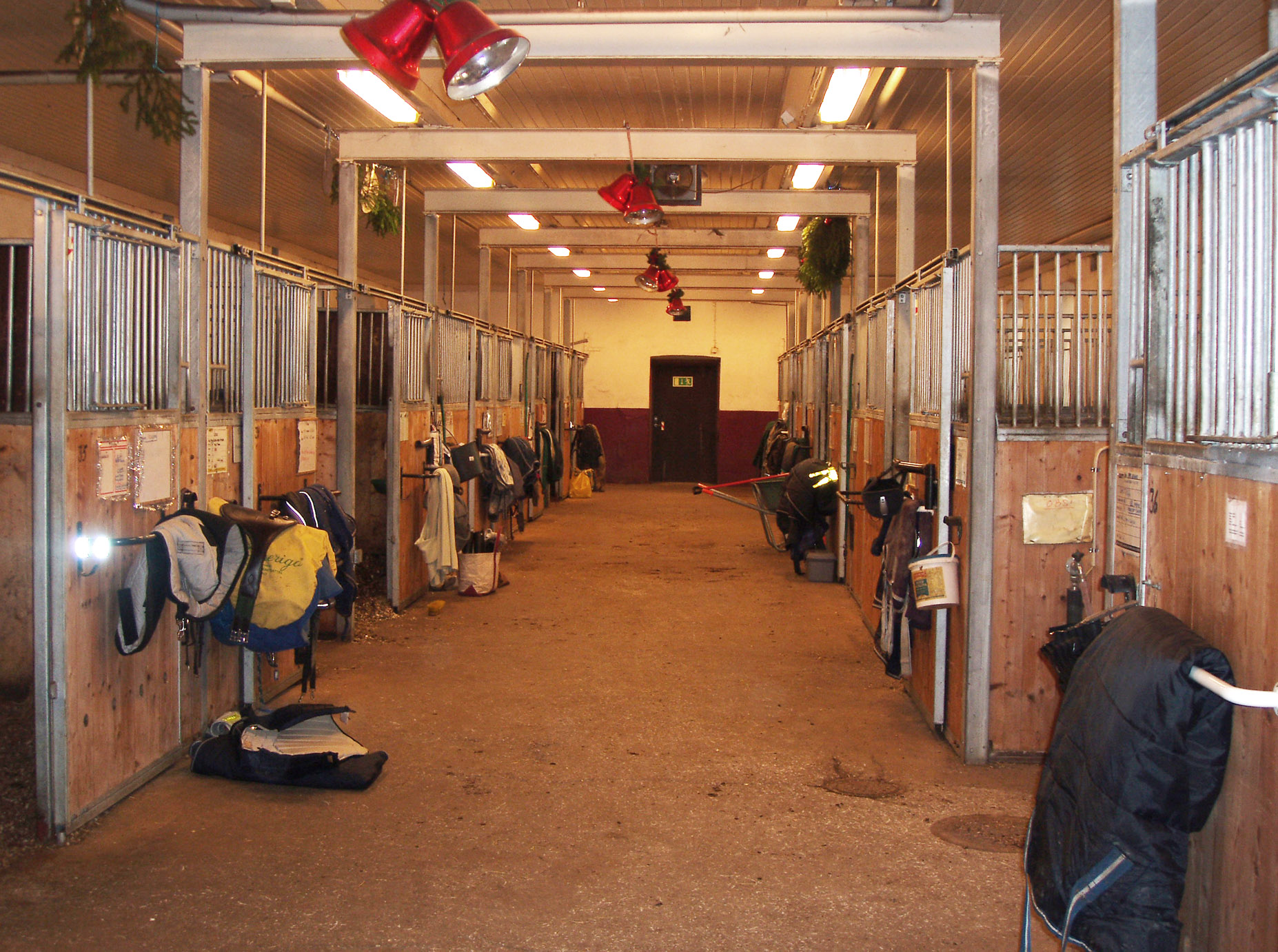
Inredning i ett modernt stall för ridhästar.

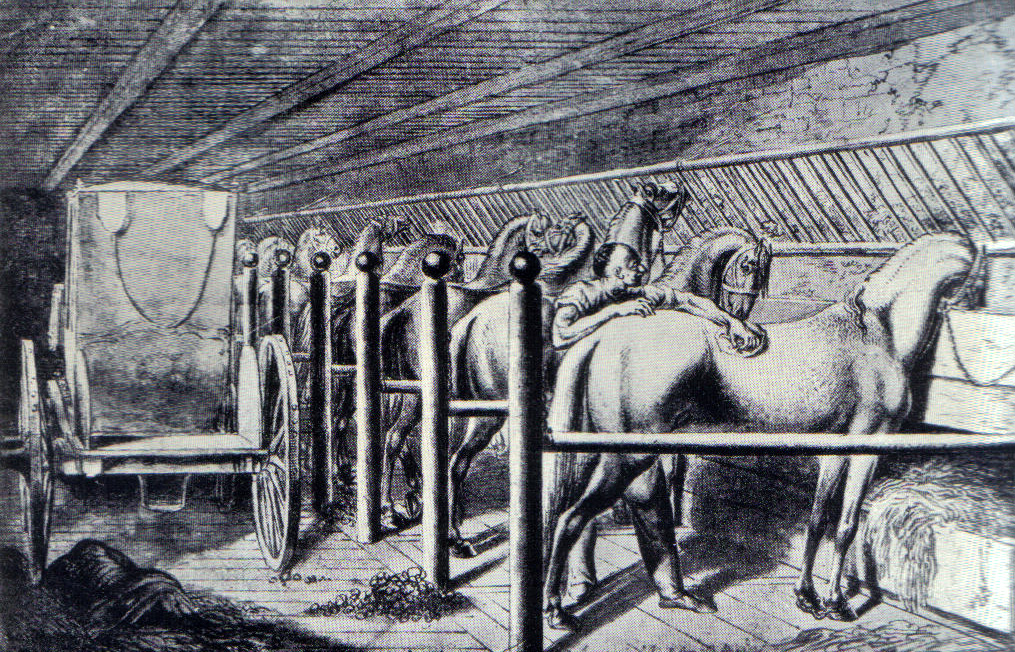
Stallinredning som den kunde se ut på 1700-talet.

Stall är en byggnad avsedd som bostad för boskapsdjur. I ett stall finns inredning med bås och boxar med mera.

## Häststall
För hästar gäller inredningen boxar eller spiltor där djuren uppehåller sig. Omgivande rum kan vara sadelkammare för förvaring av utrustning och foderkammare där hästens foder förvaras.
Enligt svensk djurskyddslag är det numera förbjudet att bygga nya stall med spiltor. Man ska istället inreda med boxar. Äldre spiltor är än så länge tillåtna att använda. Vid ny- eller ombyggnad ska man bygga så att djuren får största möjliga sociala kontakt.
Nya stall byggs ofta enligt konceptet aktivstall där hästarna stimuleras till rörelse. Där utnyttjas att hästar vill leva i flock, och vid utfodring behöver hästarna ofta gå en längre sträcka innan de kommer tillbaks till flocken.

## Rekommendationer för häststall i början på 1900-talet
Ur Nordisk familjebok 1910 
Stallutrymme beräknat för medelstor häst; Spiltans längd 2,8–3 m och bredd 1,8-2,2 m. För större vagnshästar eller för avelshingstar; Längd 3,5-4,5 och bredd 2,0-2,5 m. Gången bakom enkel spiltrad bör vara minst 1,8 m och mellan två rader 2,8 m bred. Boxen bör göras minst 3,5 m i kvadrat, och för flera föl i samma box beräknas 5 m² per djur. Höjden i stallet bör rättas efter hästarnas antal och beräknas för ett antal intill 12 st till 3 m, för 12-30 st. till 4 m, och för större antal 5 m.
Som allmän regel gäller, att för låga stallar bli osunda och för höga alltför kalla. I medeltal bör ett kubikinnehåll av minst 30 m3 beräknas per häst. Stallet bör vidare vara ljust och väl ventilerat, men dragfritt och tillräckligt varmt. Lämplig temperatur för arbetshästar är 12-15 °C och för ädlare hästar och moderston med föl något varmare, omkring 16-18 °C. Alltför varma stallar gör hästarna ömtåliga och för kalla kan förorsaka en alltför stark foderförbrukning som till stor del går åt enbart för att hästarna ska kunna hålla rätt kroppstemperatur. Ett kallt stall leder också till att hästarna får en sämre kondition och ådrar sig lätt vissa förkylningssjukdomar, som katarrer i näsan och i andingsorganen. Det finns också risk för utveckling av reumatism.
För att stallarna ska bli tillräckligt ljusa, bör fönsterytan beräknas till 1/15-1/13 av golvytan. Fönstren ska sitta högt upp och öppnas inåt. Helst bör man anbringa fönstren bakom djuren eller åtminstone tillse att ögonen skyddas för direkt infallande solljus. För att ventilationen skall anses tillfredsställande, bör kolsyrehalten i stalluften hållas vid eller under 3 promille. För att uppnå det erfordras en lufttillförsel av omkring 50–70 m3 per djur i timmen.

## Kostall
Dagens kostall har ofta högre mekaniseringsgrad än häststallen. Automatisk utgödsling, utfodring och mjölkning är exempel på det. I moderna kostallar hålls djuren i lösdrift vilket innebär att de kan röra sig fritt mellan olika avdelningar såsom ligg- och ätavdelning samt ibland till mjölkning vid exempelvis automatisk mjölkning (även kallad mjölkningsrobot). För att förbättra komforten för korna samt minska eventuella klövproblem används ofta mjuka, sviktande underlag på kornas ligg- och gångytor. 

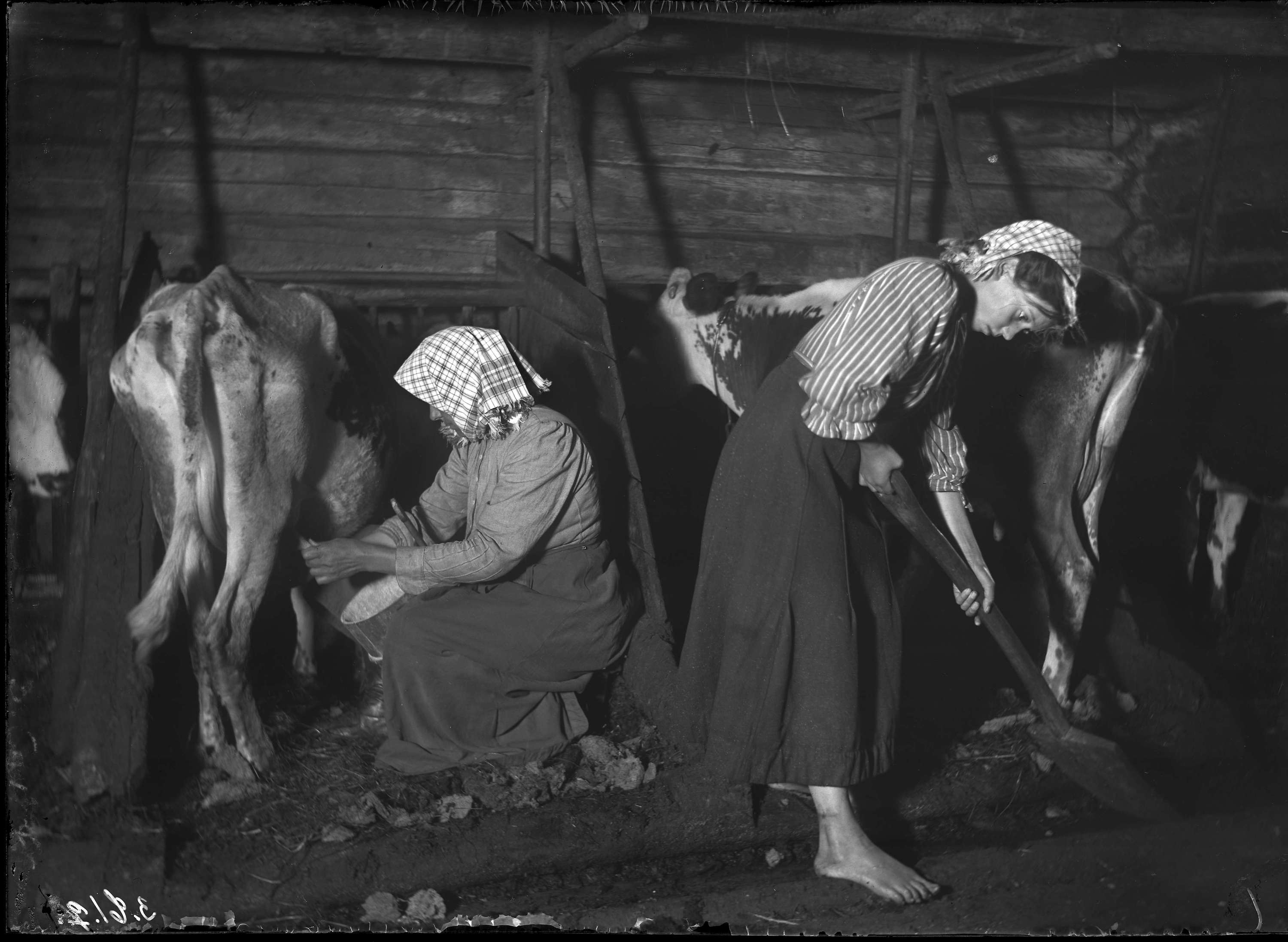
Äldre tiders arbete med djur var oftast mycket krävande. Bild från Nordiska museet, visande förhållande 1911 i Mangskogs socken, Värmland

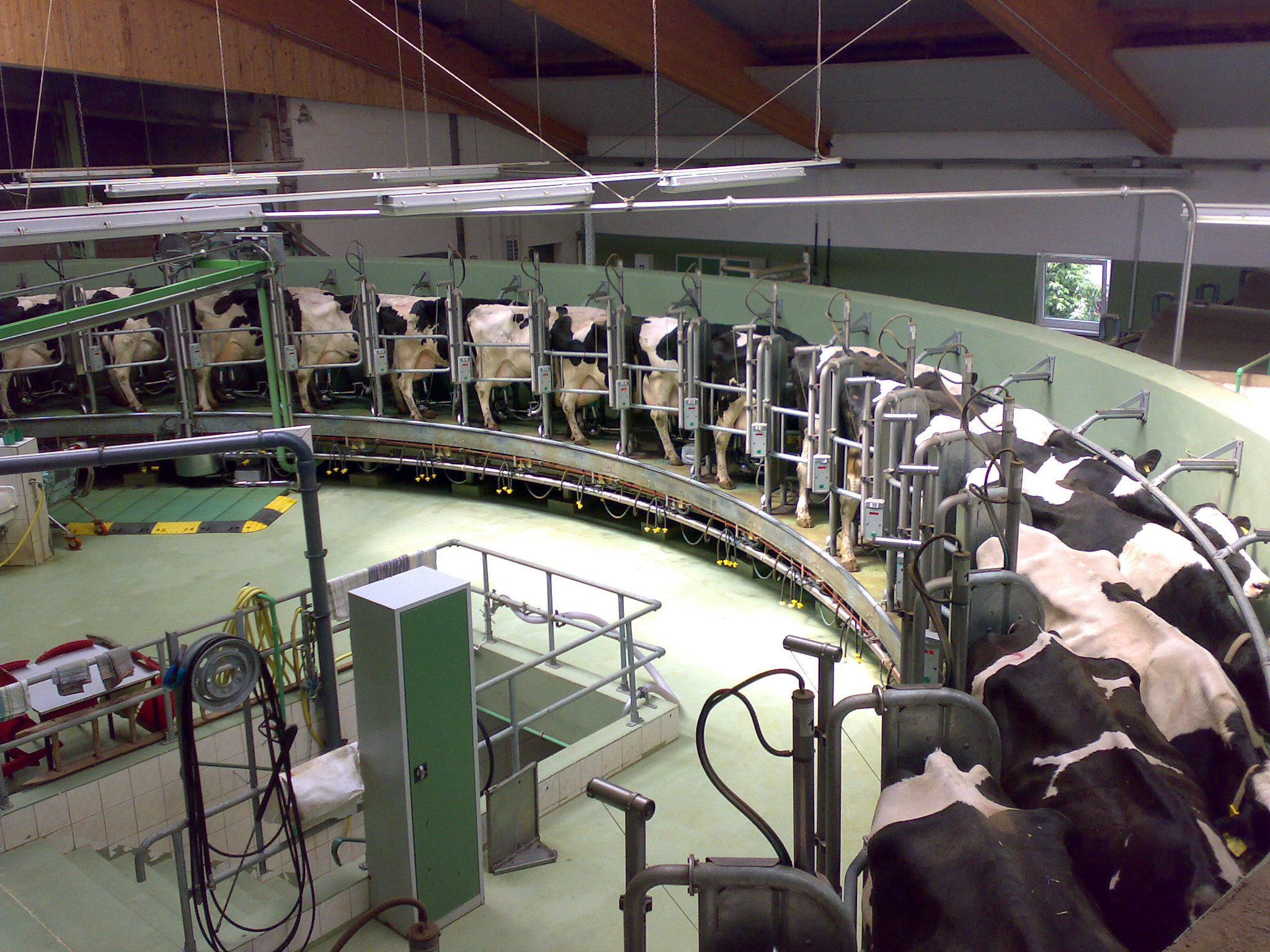
Mjölkkarusell, en del i modern mjölkproduktion - exempel från Tyskland